# 福留久大
福留 久大（ふくどめ ひさお、1941年 - 2022年7月1日）は、日本の経済学者。九州大学名誉教授。

## 略歴
1941年に上海にて生まれる。
1960年に鹿児島県立川内高等学校を卒業。
1964年に東京大学経済学部を、1969年に同大学院を修了。
1969年に東北大学助手に着任。
1970年に九州大学講師・助教授、1985年に教授に就任。

## 著訳書
- 『現代日本経済論』（共著、東京大学出版会）
- 『九州における近代産業の発展』（共著、九州大学出版会）
- 『ふるさとバス白書』（共著、技報堂出版）
- 『資本と労働の経済理論』（九州大学出版会）
- I.バーリン『人間マルクス―その思想の光と影』（サイエンス社）
- 『リカード貿易論解読法　－『資本論』に拠る論証－』（社会評論社）

## 参考
- https://www.hmv.co.jp/artist_%E7%A6%8F%E7%95%99%E4%B9%85%E5%A4%A7_200000000636590/biography/